# Andrej Golubev
Andrej Aleksandrovič Golubev, accreditato come Andrey Golubev dalla ATP (in russo Андрей Александрович Голубев?; Volžskij, 22 luglio 1987), è un ex tennista russo con cittadinanza italiana naturalizzato kazako.
In singolare ha vinto un torneo del circuito maggiore all'ATP 500 del German Open Tennis Championship 2010 e il suo miglior ranking ATP è stato il 33º posto del 4 ottobre 2010. Nella seconda parte della carriera si è distinto soprattutto in doppio, specialità in cui ha vinto un titolo nel 2023 e conseguito il suo risultato più prestigioso raggiungendo la finale al Roland Garros 2021 in coppia con Aleksandr Bublik, si è spinto fino al 21º posto del ranking nel maggio 2022.
Vanta altre due finali ATP in singolare e tre in doppio e diversi titoli nei circuiti minori sia in singolare che in doppio. Ha fatto il suo esordio nella squadra kazaka di Coppa Davis nel 2008. Dal 2019 gioca esclusivamente in doppio. Il 29 luglio 2015 ha preso la nazionalità italiana e si è trasferito a Bra. Ha annunciato il ritiro nel settembre 2024, dopo aver giocato il suo ultimo torneo a ottobre 2023.

## Carriera tennistica

### 2003-2006, inizi da professionista e primi titoli ITF
Dopo le prime esperienze nei tornei satellite ITF del 2003, nei quali guadagna i primi punti del ranking ATP, nel 2004 fa il suo esordio con una wild-card in un torneo Challenger a Reggio Emilia ed esce di scena al primo turno. Entra quindi nel tabellone del torneo ITF Denmark F1 di Elsinore e si spinge fino alla semifinale. Ad agosto disputa sua prima finale all'ITF 	
Italy F20 all'Aquila e viene sconfitto da Mathieu Montcourt. Nel maggio 2005 alza il primo trofeo da professionista all' Italy F13 di Teramo con la vittoria in finale su Alessandro Accardo per 6-3, 6-1. Si impone anche nel successivo Italy F14 di Grottaglie e a settembre vince il primo titolo in doppio all'Italy F30 in coppia con Adriano Biasella, sconfiggendo in finale Farrukh Dustov / Manuel Gasbarri. Nel 2006 vince due titoli ITF in singolare e perde l'unica finale disputata in doppio; nel corso della stagione gioca anche diversi tornei nel circuito Challenger e raggiunge per due volte i quarti di finale in singolare nonché la prima semifinale in doppio a Reggio Emilia.

### 2007, primi titoli Challenger, esordio nel circuito ATP e 165º nel ranking
All'inizio del 2007 disputa per la prima volta i tornei di qualificazione del circuito maggiore, vince un incontro in quello degli Australian Open ed esce al turno decisivo in quello di Marsiglia. A giugno esce al turno decisivo anche nelle qualificazioni di Wimbledon. Il mese successivo vince nel torneo di doppio a Mantova il primo titolo Challenger in carriera, gioca in coppia con Francesco Piccari e sconfiggono in finale Leonardo Azzaro / Marco Crugnola per 6-3, 6-2. A fine mese disputa la prima finale Challenger in singolare a Recanati e perde in tre set contro Jimmy Wang, a fine torneo fa il suo ingresso nella top 200. Fa il suo esordio nel tabellone principale di un torneo ATP dopo aver superato le qualificazioni a Basilea, e al primo turno ha la meglio sul nº 87 del ranking Amer Delić, primo top 100 sconfitto in carriera, ed esce di scena al secondo turno per mano di Paul-Henri Mathieu. A fine torneo sale alla 165ª posizione mondiale.

### 2008, prima finale ATP, 2 titoli Challenger, esordio in Coppa Davis e top 100
A gennaio 2008 vince il primo titolo Challenger in singolare a Heilbronn grazie al ritiro durante la finale di Philipp Petzschner, dopo che al secondo turno Golubev aveva eliminato il nº 52 ATP Florian Mayer. Con questo successo porta il best ranking alla 132ª posizione. Dopo un periodo di risultati mediocri, ad agosto supera per la prima volta le qualificazioni in una prova del Grande Slam agli US Open, raggiunge poi il secondo turno e viene eliminato da David Nalbandian. Il mese dopo fa il suo esordio in Coppa Davis e si impone in entrambi i match disputati nella sfida vinta 5-0 contro le Filippine. Riprende l'ascesa in classifica a fine ottobre, quando perde un solo set negli incontri che lo portano alla sua prima prima finale ATP a San Pietroburgo; elimina tra gli altri il nº 31 del mondo Marat Safin e nel match che assegna il titolo raccoglie solo due giochi contro Andy Murray. Si aggiudica il successivo Challenger di Astana battendo in rimonta nella finale Laurent Recouderc, entra così per la prima volta nella top 100 e chiude la stagione con il nuovo best ranking all'89ª posizione mondiale.

### 2009, 56º nel ranking
Vince solo due dei primi 10 incontri giocati nel 2009, e il primo risultato di rilievo è la semifinale raggiunta a maggio al Challenger di Bordeaux. Torna risalire nel ranking raggiungendo per la prima volta il secondo turno al Roland Garros e spingendosi in finale al Challenger di Recanati; nel torneo marchigiano disputa la finale anche in doppio. Vince il suo primo incontro in un Masters 1000 a Montreal superando il nº 17 del mondo Radek Štěpánek e viene subito eliminato da Stan Wawrinka, risultati con cui sale al 56º posto mondiale. A San Pietroburgo esce di scena al primo turno, perde tutti i guadagnati con la finale dell'anno prima e scende ben oltre la 100ª posizione. Si riscatta vincendo la finale del Challenger di Astana contro Illja Marčenko.

### 2010, primo titolo ATP, una finale ATP e 33º nel ranking
Inizia la stagione raggiungendo per la prima volta il secondo turno degli Australian Open grazie al netto successo su Ivan Ljubičić e viene eliminato da Mardy Fish. Raggiunge poi la finale al Challenger di Heilbronn, si ritira nei quarti in quello di Belgrado e rientra nella top 100. Vince i tre incontri disputati nella sfida di Coppa Davis contro la Corea del Sud. Supera per la prima volta le qualificazioni al Masters di Miami ed esce di scena al primo turno. Dopo la semifinale disputata al Challenger di Napoli, giunge al secondo turno del torneo ATP Grand Prix Hassan II e al Masters 1000 di Monte-Carlo. Nella sfida di Coppa Davis contro la Cina vince i due incontri di singolare e perde quello di doppio, e il Kazakistan accede ai play-off. Viene quindi sconfitto al primo turno al Roland Garros e in tutti i tornei sull'erba, compreso Wimbledon.
Vince il suo unico titolo ATP in carriera al prestigioso torneo di Amburgo. Non perde alcun set in tutto il torneo, al terzo turno elimina il campione uscente e nº 6 del mondo Nikolaj Davydenko – primo top 10 sconfitto in carriera – nei quarti ha la meglio su Denis Istomin, supera in semifinale Florian Mayer  e in finale sconfigge Jürgen Melzer per 6-3, 7-5. Diventa il primo uomo kazako a vincere un torneo ATP e porta il best ranking alla 37ª posizione mondiale. Vince i tre incontri giocati nei playoff di Coppa Davis contro la Svizzera e il Kazakistan entra per la prima volta nel Gruppo Mondiale. Raggiunge la finale anche all'ATP di Kuala Lumpur, elimina nei quarti il nº 5 del mondo Robin Söderling, in semifinale il nº 11 David Ferrer e cede a Michail Južnyj al tie-break del set decisivo. Con questi risultati, il 4 ottobre stabilisce il best ranking in carriera in singolare al 33º posto. Nell'arco della stagione raggiunge assieme a Denis Istomin le sue prime semifinali ATP in doppio della carriera a Båstad e a Kuala Lumpur, e a novembre si spinge fino al 123º posto mondiale

#### 2011, discesa nel ranking
Eliminato al primo turno nei primi 4 tornei stagionali, supera il primo turno a Dubai per il ritiro dell'avversario e viene subito eliminato da Florian Mayer. A marzo conquista due punti decisivi per il Kazakistan nel primo turno del World Group di Coppa Davis contro la Repubblica Ceca, sconfiggendo anche il nº 7 del mondo Tomáš Berdych. In seguito supera un turno a Indian Wells eliminando proprio Florian Mayer, prima di arrendersi al secondo turno contro Novak Đoković. Subisce quindi 16 sconfitte consecutive e torna a vincere un incontro al Challenger di Astana, dove esce di scena in semifinale. Gli unici primi turni superati nella seconda parte di stagione sono quelli a Cincinnati e Wiston-Sales, mentre agli US Open perde al primo turno contro Rafael Nadal. Al termine della stagione ha un bilancio di 6 successi su 32 incontri nel circuito maggiore, a novembre scende al 148º posto mondiale ed è costretto a giocare (senza successo) le qualificazioni per gli ultimi tornei dell'anno. Perde anche l'unica finale stagionale disputata in doppio in coppia con Jurij Ščukin al Challenger di Stettino, e a fine anno esce dalla top 200 dopo essere arrivato a giugno alla 102ª posizione.

#### 2012
Il calo nella classifica ATP costringe Golubev a disputare le qualificazioni dei tornei del circuito maggiore. Il primo torneo per il quale conquista l'accesso al tabellone principale sono gli Australian Open dove supera anche Michail Južnyj per poi ritirarsi durante l'incontro di secondo turno con Richard Gasquet; il kazako torna comunque a disputare un secondo turno di uno Slam due anni dopo gli Australian Open 2010.
In febbraio, dopo la sfortunata trasferta a Oviedo per il primo turno di Coppa Davis in cui il Kazakistan viene superato per 5-0 (e le due sconfitte personali nei singolari, subite contro Almágro e Granollers), conquista la qualificazione anche per il torneo di Dubai dove supera agevolmente al primo turno il serbo Marko Đoković, ma perde nel secondo turno contro il numero dieci del mondo Juan Martín del Potro per 4-6 2-6.
Successivamente supera i turni di qualificazioni anche a Indian Wells dove, superato il primo turno con la facile vittoria su Rik De Voest, trova nel secondo turno il numero uno del mondo Novak Đoković dal quale viene sconfitto per 3-6 2-6. In seguito conquista il tabellone principale al torneo di Barcellona dove però viene estromesso al primo turno da Steve Darcis: sarà questa l'ultima volta dell'anno in cui Golubev riuscirà a superare le qualificazioni.
Nella seconda parte dell'anno partecipa anche ad alcuni tornei Challenger, senza riuscire mai ad andare oltre la semifinale (raggiunte solo a Pechino, in luglio). Le sue partecipazioni nel circuito minore, lo vedono impegnato anche in doppio dove, sempre con il connazionale Schukin, conquista un titolo (a Monza), due finali (Milano e Lermontov). In settembre torna a giocare in Davis, questa volta solo in doppio, nello spareggio per la permanenza nel World Group, conquistando un punto utile alla vittoria finale per 3-1 contro l'Uzbekistan.
Al termine della stagione la situazione di classifica di Golubev risulta ancora peggiore dell'anno precedente: chiude infatti l'anno al 161º posto del ranking mondiale.

#### 2013
A differenza dell'anno precedente, i tentativi di accedere al main draw dei tornei di inizio stagione si rivelano particolarmente sfortunati: nei primi tre mesi dell'anno viene infatti eliminato nelle qualificazioni di Doha, Memphis, Delray Beach e Indian Wells, oltre che in quelle degli Australian Open; esce così dalle prime duecento posizioni del ranking mondiale per la prima volta dall'agosto 2007.
Unica consolazione della fase iniziale di stagione sono i due successi ottenuti in Davis contro gli austriaci Haider-Maurer e Melzer grazie ai quali la squadra kazaka supera il primo turno della manifestazione. I quarti di finale di Davis vedono invece il Kazakistan soccombere (con Golubev sconfitto nel singolare da Lukáš Rosol) contro la Repubblica Ceca, futura vincitrice della Coppa, per 4-1.
In maggio torna finalmente a comparire in un tabellone principale di un torneo ATP dopo quasi un anno di assenza, agli Internazionali d'Italia dove, vinti i due turni di qualificazione, perde al primo turno contro il numero tredici del mondo Marin Čilić.
In giugno torna a vincere un titolo in singolare, al Challenger di Marburgo superando in finale l'argentinoSchwartzman in due set: a quasi tre anni di distanza dall'ultimo (e più prestigioso) titolo vinto, Golubev torna dunque, di nuovo in Germania, a conquistare un titolo in singolare; nello stesso torneo si impone anche in doppio, in coppia con il connazionale Korolev.
Sono i primi timidi segnali di una ripresa che pare confermata nella seconda parte di stagione: a luglio riesce infatti a superare le qualificazioni del torneo di Amburgo, anche se poi viene eliminato al primo turno da Gaël Monfils. Fallita la qualificazione agli US Open, in settembre supera un turno nel 250 di San Pietroburgo (perdendo poi contro Istomin) mentre ad ottobre, partendo dalle qualificazioni, raggiunge a Mosca i quarti di finale, che perde contro il connazionale Michail Kukuškin.
Nel finale di stagione, sempre in Russia, raggiunge prima la finale del challenger di Kazan (dove viene sconfitto dall'ucraino Nedovjesov), poi conquista l'ultimo torneo del Challenger Tour, la Siberia Cup superando il russo Andrej Kuznecov per 6-4 6-3. Grazie a questi due buoni risultati, Golubev si riaffaccia tra i primi 100 del mondo, chiudendo l'anno all'82º posto mondiale.

#### 2014
La risalita in classifica gli permette di accedere direttamente al tabellone degli Australian Open dove però si trova opposto al numero otto del mondo Stan Wawrinka; dopo poco più di un'ora di gioco, il kazako è però costretto al ritiro.
Di nuovo positivo è invece il contributo di Golubev in Davis contro il Belgio: incontra prima David Goffin con il quale ingaggia una vera e propria battaglia che lo vede uscire vincitore con il punteggio di 7–6(9) 3-6 4-6 6-2 12-10; poi, sul due pari, vince in tre set la sfida decisiva contro Ruben Bemelmans consentendo di nuovo alla sua squadra l'accesso ai quarti di finale del World Group.

## Statistiche

### Singolare

#### Vittorie (1)
| Legenda                   |
| Grande Slam (0)           |
| ATP World Tour Finals (0) |
| ATP Masters 1000 (0)      |
| ATP World Tour 500 (1)    |
| ATP World Tour 250 (0)    |

| N. | Data           | Torneo                                   | Superficie  | Avversario in finale | Punteggio |
| 1. | 25 luglio 2010 | German Open Tennis Championship, Amburgo | Terra rossa | Jürgen Melzer        | 6-3, 7-5  |

#### Finali perse (2)
| Legenda                   |
| Grande Slam (0)           |
| ATP World Tour Finals (0) |
| ATP Masters 1000 (0)      |
| ATP World Tour 500 (0)    |
| ATP World Tour 250 (2)    |

| N. | Data            | Torneo                               | Superficie     | Avversario in finale | Punteggio           |
| 1. | 26 ottobre 2008 | St. Petersburg Open, San Pietroburgo | Cemento indoor | Andy Murray          | 1-6, 1-6            |
| 2. | 3 ottobre 2010  | Malaysian Open, Kuala Lumpur         | Cemento indoor | Michail Južnyj       | 7-6(7), 2-6, 6(3)-7 |

### Doppio

#### Vittorie (1)
| Legenda              |
| Grande Slam (0)      |
| ATP Finals (0)       |
| ATP Masters 1000 (0) |
| ATP Tour 500 (0)     |
| ATP Tour 250 (1)     |

| N. | Data            | Torneo                    | Superficie  | Compagno       | Avversari in finale      | Punteggio   |
| 1. | 22 ottobre 2023 | Stockholm Open, Stoccolma | Cemento (i) | Denys Molčanov | Yuki Bhambri Julian Cash | 7-6(8), 6-2 |

#### Finali perse (3)
| Legenda              |
| Grande Slam (1)      |
| ATP Finals (0)       |
| ATP Masters 1000 (0) |
| ATP Tour 500 (0)     |
| ATP Tour 250 (2)     |

| N. | Data           | Torneo                               | Superficie     | Compagno          | Avversari in finale                 | Punteggio        |
| 1. | Agosto 2014    | Austrian Open, Kitzbühel             | Terra rossa    | Daniele Bracciali | Henri Kontinen Jarkko Nieminen      | 1-6, 4-6         |
| 2. | 12 giugno 2021 | Open di Francia, Parigi              | Terra rossa    | Aleksandr Bublik  | Pierre-Hugues Herbert Nicolas Mahut | 6-4, 6(1)-7, 4-6 |
| 3. | Ottobre 2021   | St. Petersburg Open, San Pietroburgo | Cemento indoor | Hugo Nys          | Jamie Murray Bruno Soares           | 3-6, 4-6         |

### Tornei minori

#### Singolare

##### Vittorie (12)
| Legenda tornei minori |
| Challenger (7)        |
| Futures (5)           |

| N. | Data             | Torneo                          | Superficie       | Avversario in finale | Punteggio              |
| 1. | 27 gennaio 2008  | Heilbronn Open, Heilbronn       | Sintetico indoor | Philipp Petzschner   | 2-6, 6-1, 3-1 rit.     |
| 2. | 9 novembre 2008  | President's Cup, Astana         | Cemento          | Laurent Recouderc    | 1-6, 7-5, 6-3          |
| 3. | 8 novembre 2009  | President's Cup, Astana         | Cemento          | Illja Marčenko       | 6-3, 6-3               |
| 4. | 30 giugno 2013   | Marburg Open, Marburgo          | Terra            | Diego Schwartzman    | 6-1, 6-3               |
| 5. | 23 novembre 2013 | Siberia Cup, Tjumen'            | Cemento          | Andrej Kuznecov      | 6-4, 6-3               |
| 6. | 23 febbraio 2014 | President's Cup, Astana         | Cemento          | Gilles Müller        | 6-4, 6-4               |
| 7. | 13 marzo 2016    | Jönköping Challenger, Jönköping | Cemento          | Karen Chačanov       | 6(9)-7, 7-6(5), 7-6(4) |

#### Doppio

##### Vittorie (21)
| Legenda tornei minori |
| Challenger (17)       |
| Futures (4)           |

| N.  | Data              | Torneo                                              | Superficie  | Compagno             | Avversari in finale                         | Punteggio              |
| 1.  | 14 luglio 2007    | Mantova Challenger, Mantova                         | Terra       | Francesco Piccari    | Leonardo Azzaro Marco Crugnola              | 6-3, 6-2               |
| 2.  | 16 giugno 2012    | Internazionali di Monza e Brianza, Monza            | Terra       | Yuriy Schukin        | Tejmuraz Gabašvili Stefano Ianni            | 7-6(4), 5-7, [10-7]    |
| 3.  | 29 giugno 2013    | Marburg Open, Marburgo                              | Terra       | Evgenij Korolëv      | Jesse Huta Galung Jordan Kerr               | 6-3, 1-6, [10-6]       |
| 4.  | 9 gennaio 2016    | Onkaparinga Challenger, Onkaparinga                 | Cemento     | Matteo Donati        | Oleksandr Nedovjesov Denys Molčanov         | 3-6, 7-6(5), [10-1]    |
| 5.  | 28 maggio 2016    | Internazionali Città di Vicenza, Vicenza            | Terra       | Nikola Mektić        | Gastao Elias Fabrício Neis                  | 6-3, 6-3               |
| 6.  | giugno 2016       | Poprad-Tatry ATP Challenger Tour, Poprad Tatry      | Terra       | Ariel Behar          | Andrej Martin Lukas Dlouhy                  | 6-2, 5-7, [10-5]       |
| 7.  | 20 luglio 2019    | President's Cup, Nur-Sultan                         | Cemento     | Oleksandr Nedovjesov | Yunseong Chung Ji Sung Nam                  | 6-4, 6-4               |
| 8.  | 14 settembre 2019 | Istanbul Challenger, Istanbul                       | Cemento     | Oleksandr Nedovjesov | Lukáš Rosol Marek Gengel                    | walkover               |
| 9.  | 18 gennaio 2020   | Bangkok Challenger, Bangkok                         | Cemento     | Oleksandr Nedovjesov | Christopher Rungkat Sanchai Ratiwatana      | 3-6, 7-6(1), [10-5]    |
| 10. | 1º febbraio 2020  | Open Quimper Bretagne Occidentale, Quimper          | Cemento     | Oleksandr Nedovjesov | Ivan Sabanov Matej Sabanov                  | 6-4, 6-2               |
| 11. | 22 agosto 2020    | Internazionali Città di Todi, Todi                  | Terra       | Ariel Behar          | Hugo Gaston Elliot Benchetrit               | 6-4, 6-2               |
| 12. | 29 agosto 2020    | Internazionali Città di Trieste, Trieste            | Terra       | Ariel Behar          | Hugo Gaston Tristan Lamasine                | 6-4, 6-2               |
| 13. | 5 settembre 2020  | Internazionali del Friuli Venezia Giulia, Cordenons | Terra       | Ariel Behar          | Andres Molteni Hugo Nys                     | 7-5, 6-4               |
| 14. | 21 novembre 2020  | Orlando Open, Orlando                               | Cemento     | Oleksandr Nedovjesov | Mitchell Krueger Jackson Withrow            | 7-5, 6-4               |
| 15. | 10 aprile 2021    | Split Open I, Spalato                               | Terra       | Oleksandr Nedovjesov | Szymon Walków Jan Zieliński                 | 7-5, 6(5)-7, [10-5]    |
| 16. | 20 maggio 2023    | Torino Challenger, Torino                           | Terra rossa | Denys Molčanov       | Nathaniel Lammons John Peers                | 7-6(4), 6(6)-7, [10-5] |
| 17. | 15 luglio 2023    | Salzburg Open, Salisburgo                           | Terra rossa | Denys Molčanov       | Anirudh Chandrasekar Vijay Sundar Prashanth | 6-4, 7-6(8)            |

## Risultati in progressione

### Singolare
| Torneo             | 2007 | 2008 | 2009 | 2010 | 2011 | 2012 | 2013 | 2014 | 2015 | V-S  |
| ------------------ | ---- | ---- | ---- | ---- | ---- | ---- | ---- | ---- | ---- | ---- |
| Australian Open    | LQ   | LQ   | 1T   | 2T   | 1T   | 2T   | A    | 1T   | 1T   | 2-6  |
| Open di Francia    | A    | LQ   | 2T   | 1T   | 1T   | A    | A    | 1T   | 1T   | 1–5  |
| Wimbledon          | LQ   | LQ   | 1T   | 1T   | 1T   | A    | A    | 1T   |      | 0–4  |
| US Open            | A    | 2T   | 1T   | 1T   | 1T   | A    | A    | 1T   |      | 1–5  |
| Vittorie-Sconfitte | 0–0  | 1–1  | 1–4  | 1–4  | 0–4  | 1-1  | 0-0  | 0-4  | 0-2  | 4–20 |
| Finali ATP         | 0    | 1    | 0    | 2    | 0    | 0    | 0    | 0    |      | 3    |
| Tornei vinti       | 0    | 0    | 0    | 1    | 0    | 0    | 0    | 0    |      | 1    |
| Rank fine anno     | 171  | 94   | 133  | 36   | 147  | 161  | 82   | 74   |      | N/A  |

| Sigla | Risultato        |
| ----- | ---------------- |
| V     | Vincitore        |
| F     | Finalista        |
| SF    | Semifinalista    |
| QF    | Quarti di Finale |
| 4T    | Quarto turno     |
| 3T    | Terzo turno      |
| 2T    | Secondo turno    |
| 1T    | Primo turno      |
| A     | Assente          |